# Emily Walton
Emily Walton (geboren 1984 in Oxford) ist eine britische Schriftstellerin, die in Österreich lebt.

## Leben
Emily Walton wurde 1984 in Oxford, England geboren. Sie hat in Wien Journalismus und Germanistik studiert und arbeitet als freie Journalistin und Autorin. 2016 erschien ihr Debüt, die Romanbiografie »Der Sommer, in dem F. Scott Fitzgerald beinahe einen Kellner zersägte«. Sie wurde mit diversen Stipendien und Preisen ausgezeichnet. Sie ist bei der literarischen Agentur Michael Gäb unter Vertrag. 2021 erschien ihr Roman „Miss Hollywood. Mary Pickford und das Jahr der Liebe“ im Heyne Verlag. Seit 2022 schreibt sie unter dem Pseudonym Mina König. Zuletzt erschienen: Mademoiselle Oppenheim (Heyne). Emily Walton lebt mit ihrer Familie in der Nähe von Wien.

## Werke
- Die Modemacherin von Paris. München : Heyne/PenguinRandomHouse, 2023
- Mademoiselle Oppenheim. Sie liebte das Leben und erfand die moderne Kunst. München : Heyne/PenguinRandomHouse, 2022
- Miss Hollywood. Mary Pickford und das Jahr der Liebe. München : Heyne/PenguinRandomHouse, 2021
- Der Sommer, in dem F. Scott Fitzgerald beinahe einen Kellner zersägte. Wien : Braumüller, 2016
- Brüssel. Wien : Falter-Verl., 2015
- Straßburg abseits der Pfade. Wien : Braumüller, 2015
- Salzburg. Wien : Falter-Verl., 2014
- Mein Leben ist ein Senfglas. Wien : PROverbis, 2012
- Zur Situation von Kleinverlagen in Österreich seit 1995. Erfolgsbeispiele, Sterbefälle, Eintagsfliegen. Magisterarbeit Universität Wien, 2013